# Mauvaisin
Mauvaisin est une commune française située dans l'est du département de la Haute-Garonne, en région Occitanie.
Sur le plan historique et culturel, la commune est dans le Lauragais, l'ancien « Pays de Cocagne », lié à la fois à la culture du pastel et à l’abondance des productions, et de « grenier à blé du Languedoc ». Exposée à un climat océanique altéré, elle est drainée par le Tédèlou, le ruisseau de Cornus et par divers autres petits cours d'eau.
Mauvaisin est une commune rurale qui compte 221 habitants en 2022, après avoir connu un pic de population de 600 habitants en 1851. Elle fait partie de l'aire d'attraction de Toulouse. Ses habitants sont appelés les Mauvaisinois ou  Mauvaisinoises.
Ses habitants sont les Mauvaisinois et les Mauvaisinoises.
Le patrimoine architectural de la commune comprend un immeuble protégé au titre des monuments historiques : le château, inscrit en 1993.

## Géographie

### Localisation
La commune de Mauvaisin se trouve dans le département de la Haute-Garonne, en région Occitanie.
Elle se situe à 29 km à vol d'oiseau de Toulouse, préfecture du département, et à 18 km d'Escalquens, bureau centralisateur du canton d'Escalquens dont dépend la commune depuis 2015 pour les élections départementales.
La commune fait en outre partie du bassin de vie d'Auterive.
Les communes les plus proches sont : 
Cintegabelle (4,9 km), Aignes (5,0 km), Auragne (5,1 km), Saint-Léon (5,1 km), Nailloux (6,0 km), Auterive (6,1 km), Montgeard (7,0 km), Noueilles (7,1 km).
Sur le plan historique et culturel, Mauvaisin fait partie du Lauragais, occupant une vaste zone, autour de l’axe central que constitue le canal du Midi, entre les agglomérations de Toulouse au nord-ouest et Carcassonne au sud-est et celles de Castres au nord-est et Pamiers au sud-ouest. C'est l'ancien « Pays de Cocagne », lié à la fois à la culture du pastel et à l’abondance des productions, et de « grenier à blé du Languedoc ».
Mauvaisin est limitrophe de cinq autres communes.
Les communes limitrophes sont  Aignes, Auragne, Auterive, Cintegabelle et Saint-Léon.
| Auragne  |              | Saint-Léon |
| Auterive | Mauvaisin    |            |
|          | Cintegabelle | Aignes     |

### Hydrographie

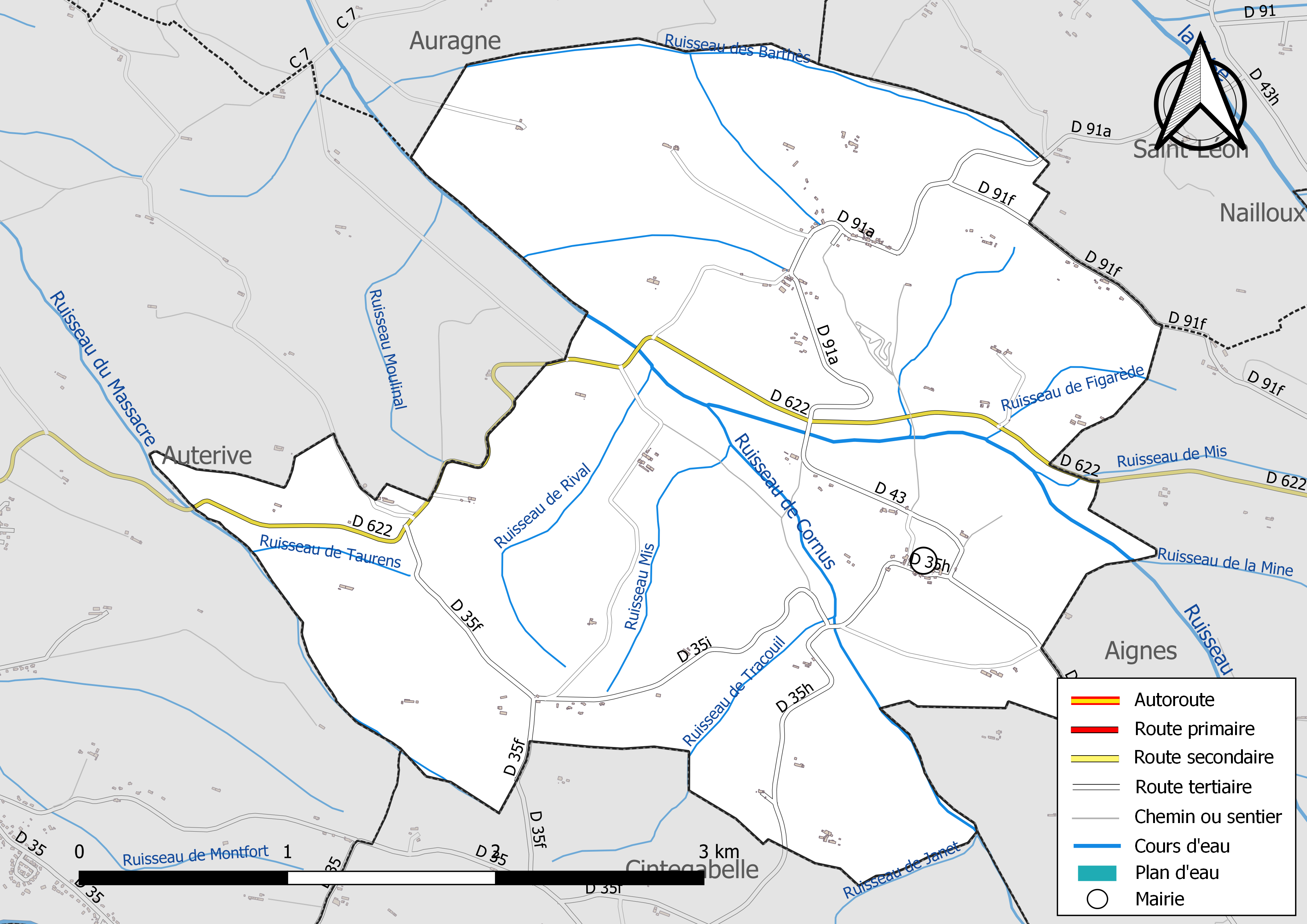
Réseaux hydrographique et routier de Mauvaisin.

La commune est dans le bassin de la Garonne, au sein du bassin hydrographique Adour-Garonne. Elle est drainée par le Tédèlou, le ruisseau de Cornus, le ruisseau de Figarède, le ruisseau de Janet, le ruisseau de Mis, le ruisseau de Rival, le ruisseau des Barthès, le ruisseau de Taurens, le ruisseau de Tracouil, le ruisseau Mis, le ruisseau Moulinal et par divers petits cours d'eau, constituant un réseau hydrographique de 19 km de longueur totale,.
Le Tédèlou, d'une longueur totale de 18,8 km, prend sa source dans la commune de Calmont et s'écoule vers le nord-ouest. Il traverse la commune et se jette dans la Hyse à Venerque, après avoir traversé 8 communes.

### Climat
Pour des articles plus généraux, voir Climat de l'Occitanie et Climat de la Haute-Garonne.
En 2010, le climat de la commune est de type climat du Bassin du Sud-Ouest, selon une étude s'appuyant sur une série de données couvrant la période 1971-2000. En 2020, Météo-France publie une typologie des climats de la France métropolitaine dans laquelle la commune est exposée à un climat océanique altéré et est dans la région climatique Aquitaine, Gascogne, caractérisée par une pluviométrie abondante au printemps, modérée en automne, un faible ensoleillement au printemps, un été chaud (19,5 °C), des vents faibles, des brouillards fréquents en automne et en hiver et des orages fréquents en été (15 à 20 jours).
Pour la période 1971-2000, la température annuelle moyenne est de 12,9 °C, avec une amplitude thermique annuelle de 15,6 °C. Le cumul annuel moyen de précipitations est de 774 mm, avec 9,6 jours de précipitations en janvier et 5,6 jours en juillet. Pour la période 1991-2020, la température moyenne annuelle observée sur la station météorologique la plus proche, située sur la commune de Ségreville à 22 km à vol d'oiseau, est de 13,4 °C et le cumul annuel moyen de précipitations est de 747,6 mm,. Pour l'avenir, les paramètres climatiques de la commune estimés pour 2050 selon différents scénarios d'émission de gaz à effet de serre sont consultables sur un site dédié publié par Météo-France en novembre 2022.

### Milieux naturels et biodiversité
Aucun espace naturel présentant un intérêt patrimonial n'est recensé sur la commune dans l'inventaire national du patrimoine naturel,,.

## Urbanisme

### Typologie
Au 1er janvier 2024, Mauvaisin est catégorisée commune rurale à habitat dispersé, selon la nouvelle grille communale de densité à sept niveaux définie par l'Insee en 2022.
Elle est située hors unité urbaine. Par ailleurs la commune fait partie de l'aire d'attraction de Toulouse, dont elle est une commune de la couronne,. Cette aire, qui regroupe 527 communes, est catégorisée dans les aires de 700 000 habitants ou plus (hors Paris),.

### Occupation des sols
L'occupation des sols de la commune, telle qu'elle ressort de la base de données européenne d’occupation biophysique des sols Corine Land Cover (CLC), est marquée par l'importance des territoires agricoles (100 % en 2018), une proportion identique à celle de 1990 (100 %). La répartition détaillée en 2018 est la suivante : 
terres arables (89,8 %), zones agricoles hétérogènes (10,2 %). L'évolution de l’occupation des sols de la commune et de ses infrastructures peut être observée sur les différentes représentations cartographiques du territoire : la carte de Cassini (XVIIIe siècle), la carte d'état-major (1820-1866) et les cartes ou photos aériennes de l'IGN pour la période actuelle (1950 à aujourd'hui).

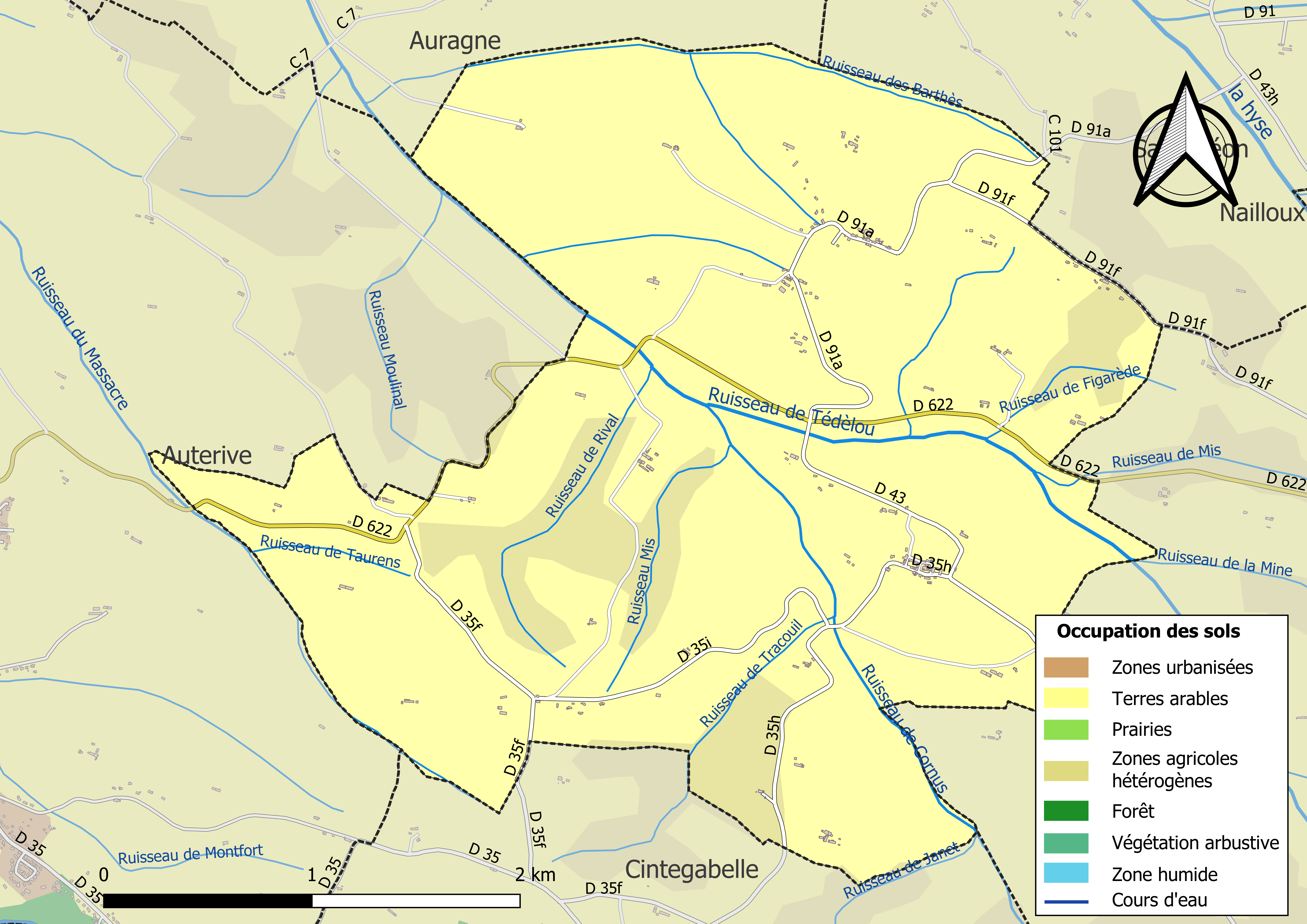
Carte des infrastructures et de l'occupation des sols de la commune en 2018 (CLC).

### Risques majeurs
Le territoire de la commune de Mauvaisin est vulnérable à différents aléas naturels : météorologiques (tempête, orage, neige, grand froid, canicule ou sécheresse), inondations et séisme (sismicité très faible). Un site publié par le BRGM permet d'évaluer simplement et rapidement les risques d'un bien localisé soit par son adresse soit par le numéro de sa parcelle.
Certaines parties du territoire communal sont susceptibles d’être affectées par le risque d’inondation par débordement de cours d'eau, notamment le Tédèlou. La commune a été reconnue en état de catastrophe naturelle au titre des dommages causés par les inondations et coulées de boue survenues en 1982, 1998, 1999 et 2009,.

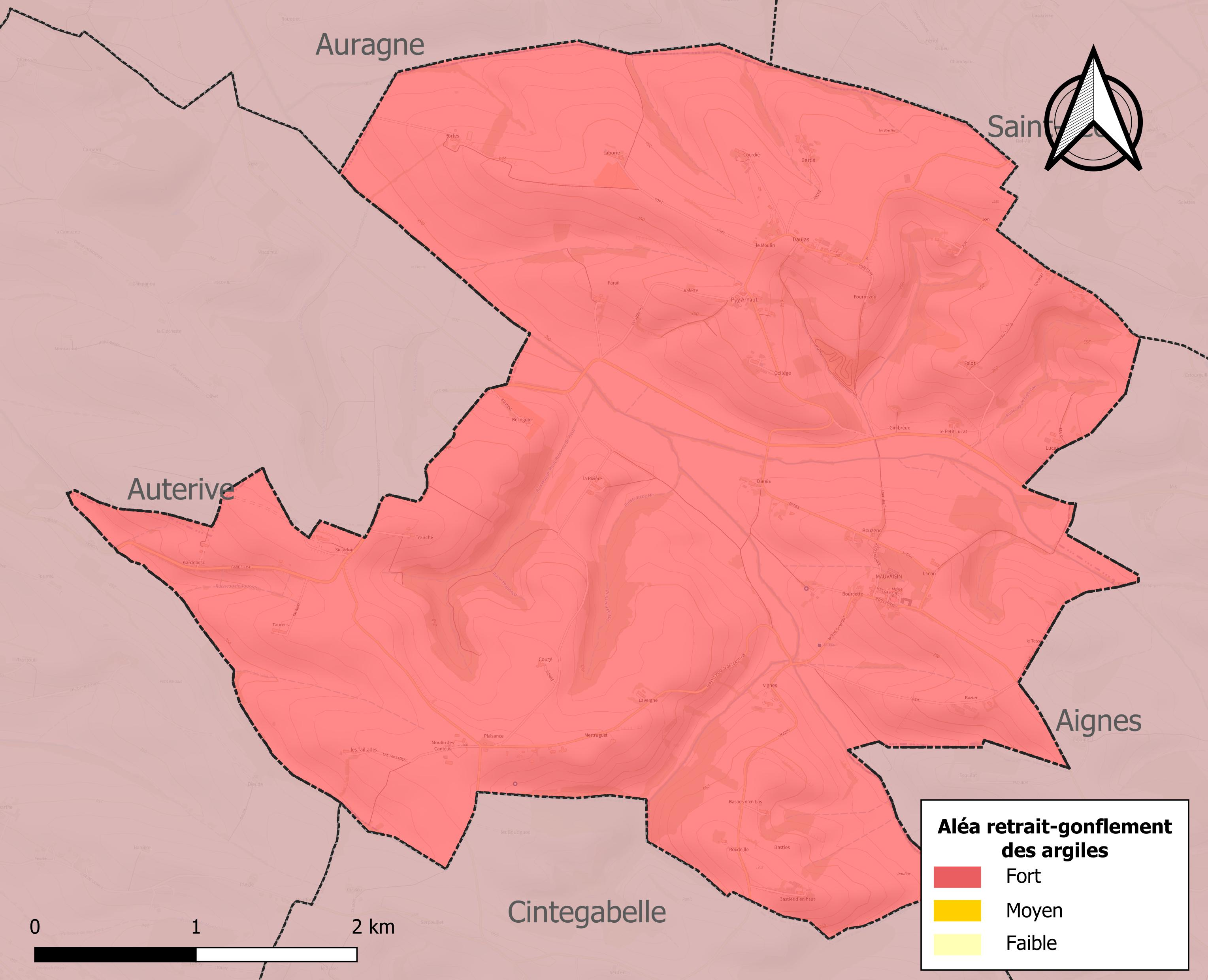
Carte des zones d'aléa retrait-gonflement des sols argileux de Mauvaisin.

Le retrait-gonflement des sols argileux est susceptible d'engendrer des dommages importants aux bâtiments en cas d’alternance de périodes de sécheresse et de pluie. La totalité de la commune est en aléa moyen ou fort (88,8 % au niveau départemental et 48,5 % au niveau national). Sur les 118 bâtiments dénombrés sur la commune en 2019, 118 sont en aléa moyen ou fort, soit 100 %, à comparer aux 98 % au niveau départemental et 54 % au niveau national. Une cartographie de l'exposition du territoire national au retrait gonflement des sols argileux est disponible sur le site du BRGM,.
Par ailleurs, afin de mieux appréhender le risque d’affaissement de terrain, l'inventaire national des cavités souterraines permet de localiser celles situées sur la commune.
Concernant les mouvements de terrains, la commune a été reconnue en état de catastrophe naturelle au titre des dommages causés par la sécheresse en 1989 et 2003 et par des mouvements de terrain en 1999.

## Toponymie
Mauvaisin signifie en occitan « mauvais voisin ».

## Histoire
Au milieu du XVIIe siècle, le château est construit par François de Cousin de Mauvaisin, secrétaire du roi 1740, Languedoc, anobli par le roi Louis XV (roi du 1er septembre 1715 au 10 mai 1774) à la suite de bons et loyaux services rendus en tant que son secrétaire (il prélevait la dîme). Ses descendants vivent du travail de la terre à une époque où le Lauragais connaît l'âge d'or du blé. Le château a appartenu à la famille cousin de Mauvaisin jusqu’en 2021. Il a été racheté aujourd’hui par de jeunes restaurateurs afin de le dynamiser et conserver son histoire à travers une ouverture au public, un restaurant et la continuité des chambres d’hôtes.

## Politique et administration

### Administration municipale
Le nombre d'habitants au recensement de 2011 étant compris entre 100 et 499, le nombre de membres du conseil municipal pour l'élection de 2014 est de onze,.

### Rattachements administratifs et électoraux
Commune faisant partie de la septième circonscription de la Haute-Garonne, de la communauté de communes des Terres du Lauragais et du canton d'Escalquens (avant le redécoupage départemental de 2014, Mauvaisin faisait partie de l'ex-canton de Nailloux et avant le 1er janvier 2017, de la communauté de communes des Coteaux du Lauragais Sud).

### Liste des maires

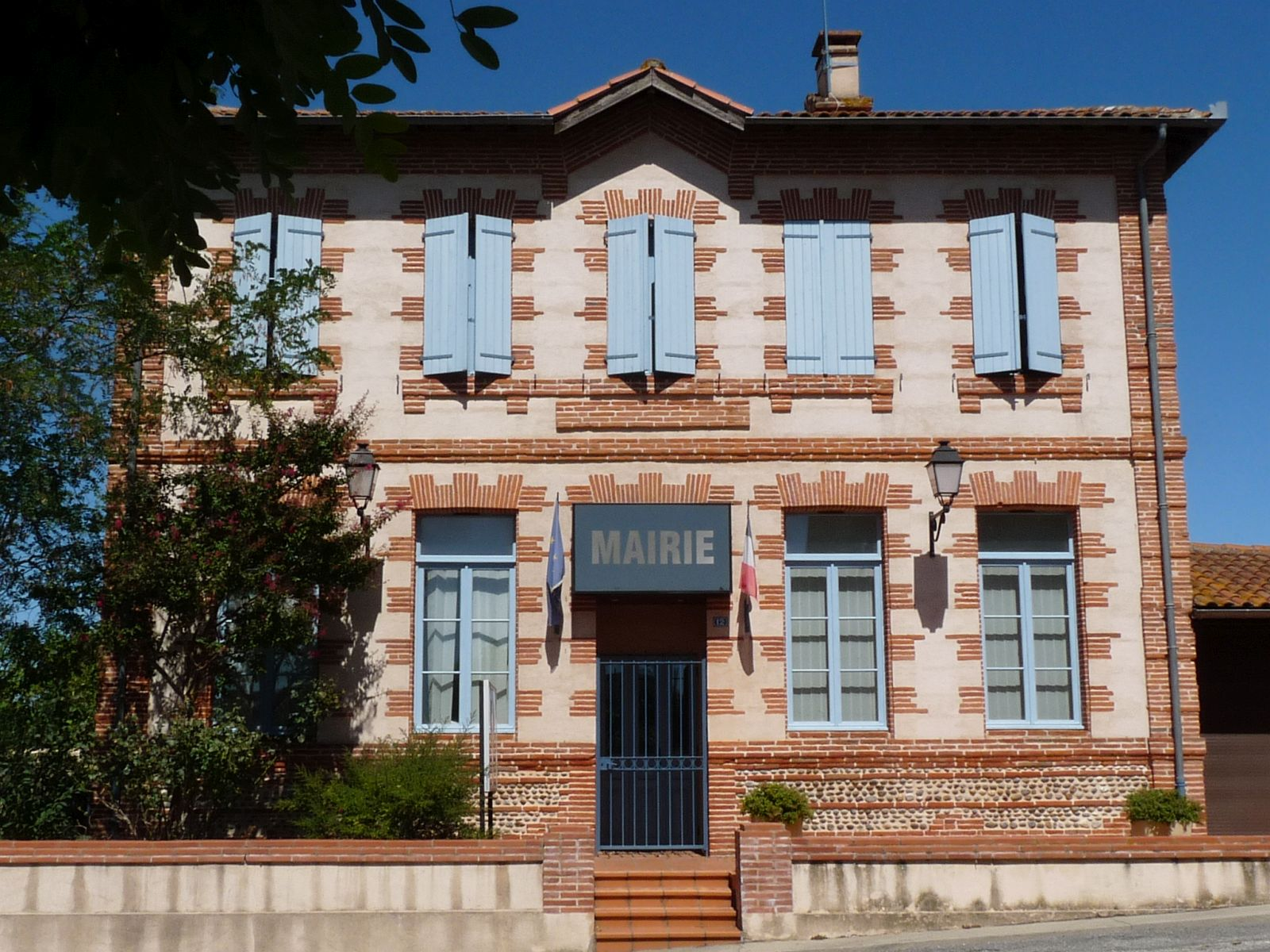
La mairie

| Période                                  | Période      | Identité       | Étiquette | Qualité                                                        |
| ---------------------------------------- | ------------ | -------------- | --------- | -------------------------------------------------------------- |
| mars 2001                                | 2008         | André Crouzil  |           |                                                                |
| mars 2008                                | juillet 2020 | Blandine Canal | DVG       | Cadre, Vice-Présidente de Terres du Lauragais à partir de 2020 |
| juillet 2020                             | En cours     | Jérôme Crouzil |           | Agriculteur                                                    |
| Les données manquantes sont à compléter. |              |                |           |                                                                |

## Population et société

### Démographie
L'évolution du nombre d'habitants est connue à travers les recensements de la population effectués dans la commune depuis 1793. Pour les communes de moins de 10 000 habitants, une enquête de recensement portant sur toute la population est réalisée tous les cinq ans, les populations de référence des années intermédiaires étant quant à elles estimées par interpolation ou extrapolation. Pour la commune, le premier recensement exhaustif entrant dans le cadre du nouveau dispositif a été réalisé en 2004.

En 2022, la commune comptait 221 habitants, en évolution de −8,3 % par rapport à 2016 (Haute-Garonne : +8,02 %, France hors Mayotte : +2,11 %).
| 1793 | 1800 | 1806 | 1821 | 1831 | 1836 | 1841 | 1846 | 1851 |
| ---- | ---- | ---- | ---- | ---- | ---- | ---- | ---- | ---- |
| 290  | 274  | 319  | 328  | 347  | 389  | 417  | 570  | 600  |

| 1856 | 1861 | 1866 | 1872 | 1876 | 1881 | 1886 | 1891 | 1896 |
| ---- | ---- | ---- | ---- | ---- | ---- | ---- | ---- | ---- |
| 572  | 545  | 532  | 541  | 483  | 439  | 439  | 452  | 455  |

| 1901 | 1906 | 1911 | 1921 | 1926 | 1931 | 1936 | 1946 | 1954 |
| ---- | ---- | ---- | ---- | ---- | ---- | ---- | ---- | ---- |
| 415  | 402  | 400  | 267  | 304  | 273  | 276  | 285  | 266  |

| 1962 | 1968 | 1975 | 1982 | 1990 | 1999 | 2004 | 2006 | 2009 |
| ---- | ---- | ---- | ---- | ---- | ---- | ---- | ---- | ---- |
| 232  | 210  | 184  | 195  | 225  | 252  | 249  | 246  | 227  |

| 2014 | 2019 | 2022 | - | - | - | - | - | - |
| ---- | ---- | ---- | - | - | - | - | - | - |
| 231  | 217  | 221  | - | - | - | - | - | - |

| selon la population municipale des années : | 1968 | 1975 | 1982 | 1990 | 1999 | 2006 | 2009 | 2013 |
| Rang de la commune dans le département      | 369  | 349  | 291  | 310  | 281  | 339  | 361  | 368  |
| Nombre de communes du département           | 592  | 582  | 586  | 588  | 588  | 588  | 589  | 589  |

### Enseignement
Mauvaisin fait partie de l'académie de Toulouse.

### Culture et festivité
Foyer rural, café associatif,

### Sports
Chasse, pétanque, randonnée pédestre,

## Économie

### Revenus
En 2018  (données Insee publiées en septembre 2021), la commune compte 97 ménages fiscaux, regroupant 234 personnes. La médiane du revenu disponible par unité de consommation est de 22 010 € (23 140 € dans le département).

### Emploi
|                | 2008  | 2013  | 2018   |
| -------------- | ----- | ----- | ------ |
| Commune        | 5,8 % | 13 %  | 12,4 % |
| Département    | 7,7 % | 9,6 % | 9,3 %  |
| France entière | 8,3 % | 10 %  | 10 %   |

En 2018, la population âgée de 15 à 64 ans s'élève à 150 personnes, parmi lesquelles on compte 85,5 % d'actifs (73,1 % ayant un emploi et 12,4 % de chômeurs) et 14,5 % d'inactifs,. En  2018, le taux de chômage communal (au sens du recensement) des 15-64 ans est supérieur à celui du département et de la France, alors qu'en 2008 la situation était inverse.
La commune fait partie de la couronne de l'aire d'attraction de Toulouse, du fait qu'au moins 15 % des actifs travaillent dans le pôle,. Elle compte 22 emplois en 2018, contre 34 en 2013 et 35 en 2008. Le nombre d'actifs ayant un emploi résidant dans la commune est de 113, soit un indicateur de concentration d'emploi de 19,8 % et un taux d'activité parmi les 15 ans ou plus de 69,8 %.
Sur ces 113 actifs de 15 ans ou plus ayant un emploi, 18 travaillent dans la commune, soit 16 % des habitants. Pour se rendre au travail, 89,9 % des habitants utilisent un véhicule personnel ou de fonction à quatre roues, 2,8 % les transports en commun, 1,8 % s'y rendent en deux-roues, à vélo ou à pied et 5,5 % n'ont pas besoin de transport (travail au domicile).

### Activités hors agriculture
14 établissements sont implantés  à Mauvaisin au 31 décembre 2019.
Le secteur du commerce de gros et de détail, des transports, de l'hébergement et de la restauration est prépondérant sur la commune puisqu'il représente 28,6 % du nombre total d'établissements de la commune (4 sur les 14 entreprises implantées  à Mauvaisin), contre 25,9 % au niveau départemental.

### Agriculture
La commune est dans le Lauragais, une petite région agricole occupant le nord-est du département de la Haute-Garonne, dont les coteaux portent des grandes cultures en sec avec une dominante blé dur et tournesol. En 2020, l'orientation technico-économique de l'agriculture  sur la commune est la culture de céréales et/ou d'oléoprotéagineuses.
|               | 1988  | 2000  | 2010  | 2020  |
| ------------- | ----- | ----- | ----- | ----- |
| Exploitations | 23    | 19    | 17    | 16    |
| SAU (ha)      | 1 318 | 1 740 | 1 701 | 1 285 |

Le nombre d'exploitations agricoles en activité et ayant leur siège dans la commune est passé de 23 lors du recensement agricole de 1988  à 19 en 2000 puis à 17 en 2010 et enfin à 16 en 2020, soit une baisse de 30 % en 32 ans. Le même mouvement est observé à l'échelle du département qui a perdu pendant cette période 57 % de ses exploitations,. La surface agricole utilisée sur la commune a également diminué, passant de 1 318 ha en 1988 à 1 285 ha en 2020. Parallèlement la surface agricole utilisée moyenne par exploitation a augmenté, passant de 57 à 80 ha.

## Culture locale et patrimoine

### Lieux et monuments
- L'église Notre-Dame de Mauvaisin, avec son clocher-mur.
- Le château de Mauvaisin. Depuis le 5 mai 1993, il est partiellement inscrit monument historique[39].

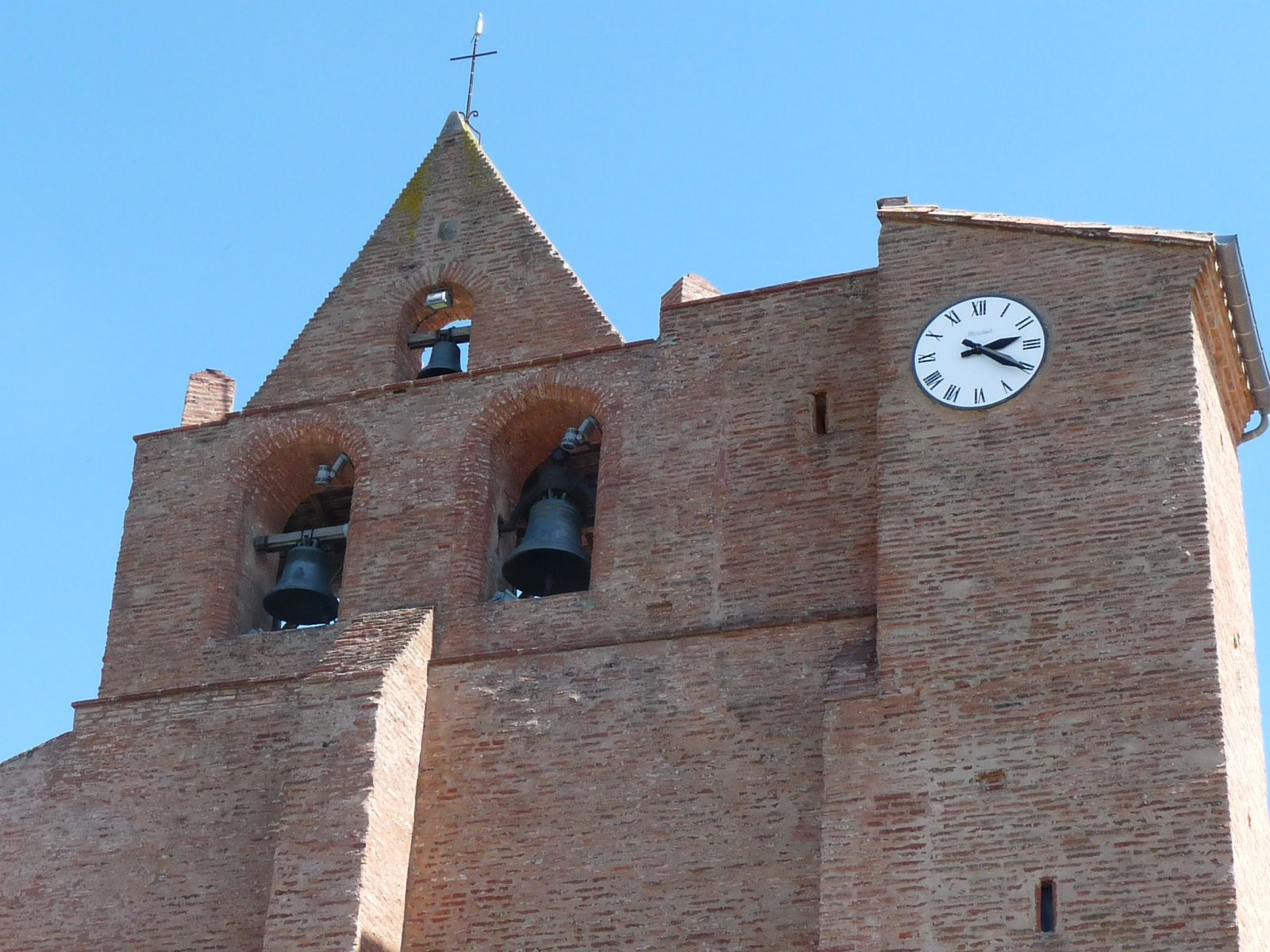
L'église Notre-Dame
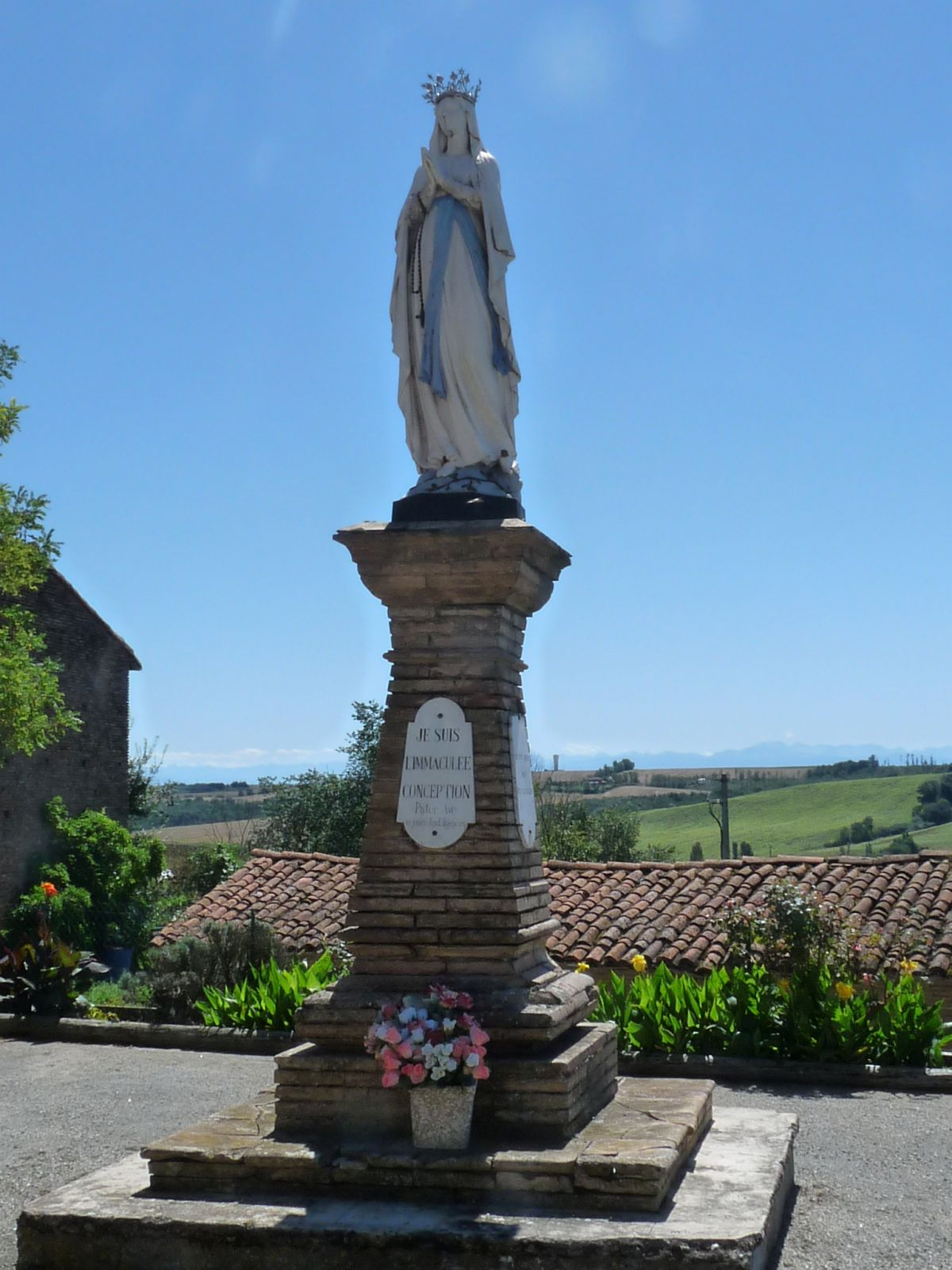
Statue de Notre-Dame de Lourdes
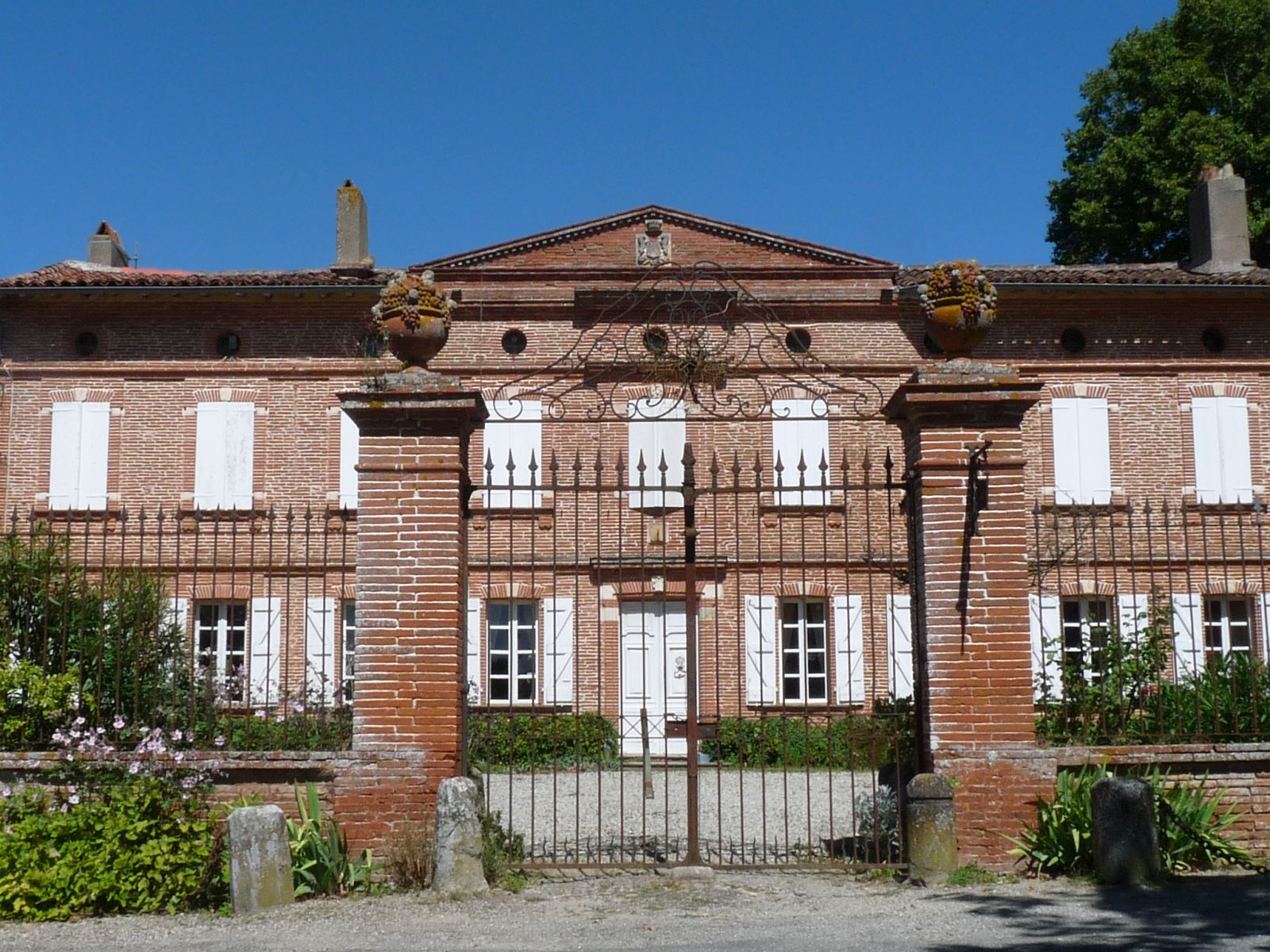
Le château
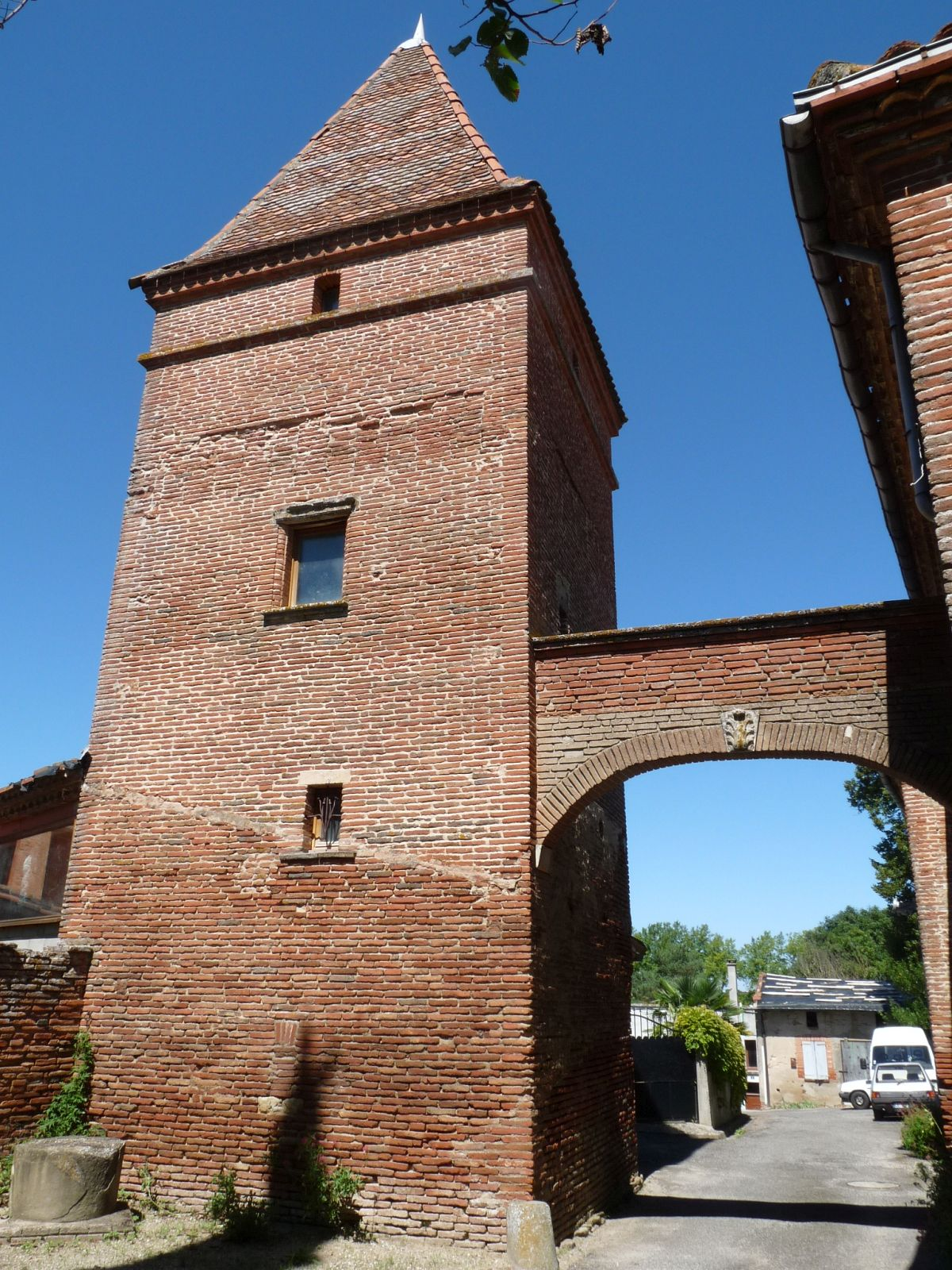
Tour entre l'église et le château
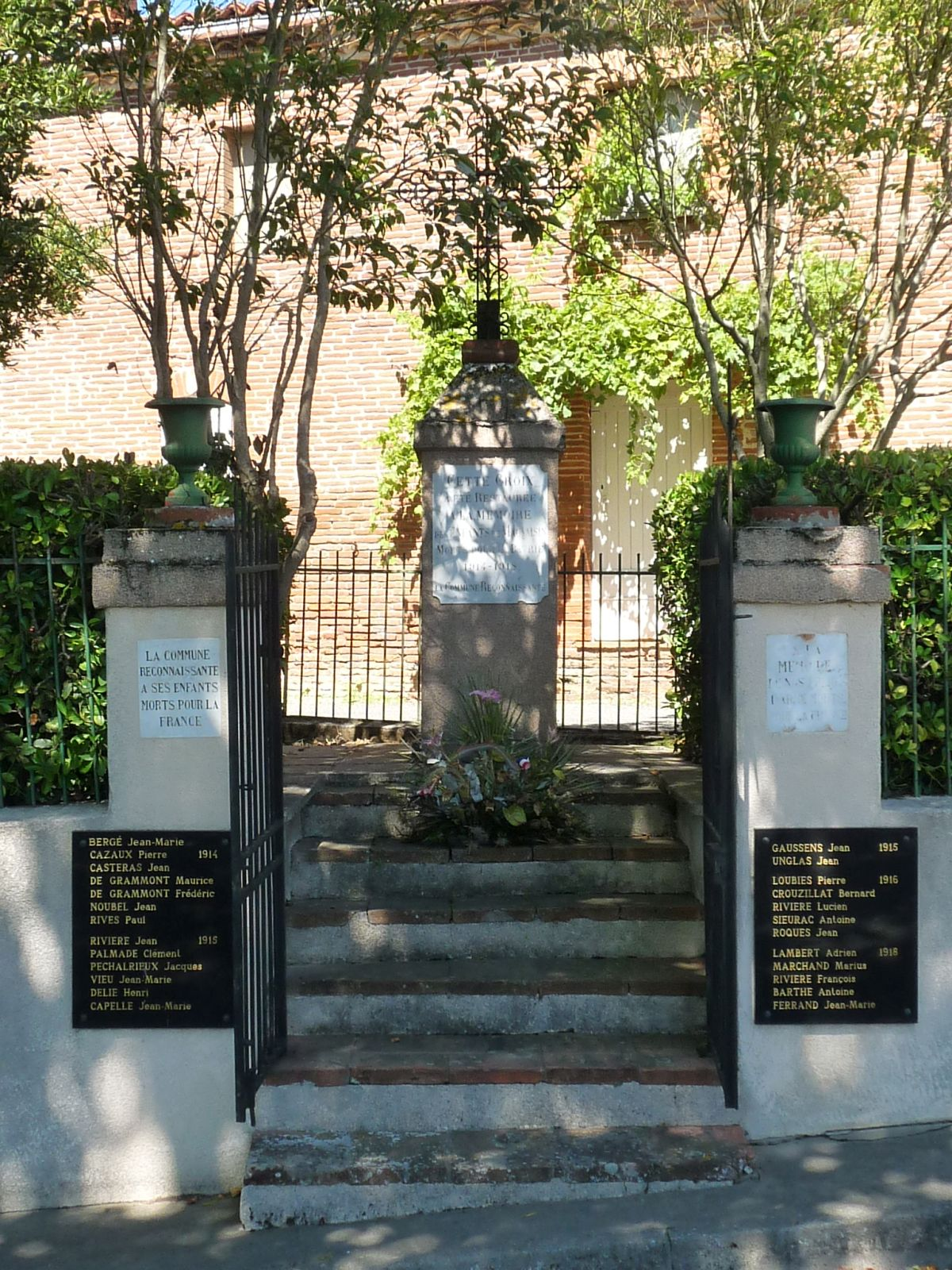
Le monument aux morts

## Pour approfondir